# Real Colorado Foxes
Maillots
Le Real Colorado Foxes est un ancien club professionnel de football (soccer) basé à Highlands Ranch (Colorado) aux États-Unis. Le club a intégré la quatrième division américaine, Premier Development League, en 2009 et évolue dans la Heartland Division de la Central Conference jusqu'à sa dissolution en 2015.

## Histoire
Les Foxes rejoignent la PDL en 2009 et participe à la première rencontre de leur histoire contre les Kansas City Brass tout en l'emportant sur le score de 3 à 2. Chris Salvaggione est le premier buteur de l'histoire de la franchise.
En 2011, l'équipe se qualifie pour sa première Lamar Hunt US Open Cup en emportant ses quatre premières rencontres de la saison régulière. Les Foxes avancent au second tour en éliminant l'équipe californienne des DVS Defenders, un club d'USASA, sur le score de 5-0. Dès le tour suivant, les joueurs du Colorado s'inclinent devant les Kitsap Pumas, une autre franchise de PDL, sur le score de 3-1.

### Logos

Logo original
Dernier logo
Logo alternatif

### Stades
- Shea Stadium : Highlands Ranch (2009–2015)
- Englewood High School Stadium : Englewood 1 rencontre (2010)
- Heritage Stadium : Highlands Ranch 1 rencontre (2010)
- Washburn Field : Colorado Springs 1 rencontre (2011)
- CSM Soccer Stadium : Golden 2 rencontres (2012)

## Personnalités du club

### Joueurs notables
- Tesho Akindele
- Chris Salvaggione
- Brad Stisser
- Joe Willis

### Entraîneurs
- Lorne Donaldson (2009-2010, 2012–2013)
- Leigh Davies (2011-2012)
- Stoner Tadlock (2013-2015)

## Saisons
| Saison | Division | Ligue   | Saison régulière | Playoffs                  | Open Cup      |
| ------ | -------- | ------- | ---------------- | ------------------------- | ------------- |
| 2009   | 4        | USL PDL | 3e, Heartland    | Finale de division        | Non qualifié  |
| 2010   | 4        | USL PDL | 3e, Heartland    | Non qualifié              | Non qualifié  |
| 2011   | 4        | USL PDL | 3e, Heartland    | Non qualifié              | Deuxième tour |
| 2012   | 4        | USL PDL | 2e, Heartland    | Demi-finale de conférence | Premier tour  |
| 2013   | 4        | USL PDL | 2e, Heartland    | Demi-finale de conférence | Premier tour  |
| 2014   | 4        | USL PDL | 5e, Mountain     | Non qualifié              | Deuxième tour |
| 2015   | 4        | USL PDL | 4e, Mountain     | Non qualifié              | Non qualifié  |

### Affluences moyennes
Les affluences sont calculées par la moyenne des affluences reportées par les équipes lorsqu'elles jouent à domicile.
- 2009 : 114
- 2010 : 80
- 2011 : 191
- 2012 : 268
- 2013 : 165
- 2014 : 191
- 2015 : n.c.